# Wüstenrot Stiftung
Der Wüstenrot Stiftung Gemeinschaft der Freunde Deutscher Eigenheimverein e. V. ist seit 1990 in den Bereichen Denkmalpflege, Wissenschaft, Forschung, Bildung, Kunst und Kultur gemeinnützig tätig. Der Verein konzipiert und realisiert eigene Projekte und fördert die Umsetzung herausragender Ideen und Projekte anderer Institutionen durch finanzielle Zuwendungen.
Der Verein ist in etwa 40 Projekten operativ tätig und fördert rund 100 Projekte jährlich mit finanziellen Mitteln. Um wegweisende Ideen, Leistungen und Vorhaben bekannt zu machen und deren Weiterentwicklung zu fördern, veranstaltet er Wettbewerbe und vergibt Stipendien. Die Vereinsarbeit und ihre Ergebnisse werden dokumentiert und veröffentlicht.
Der von den Mitgliedern gewählte Vorstand besteht aus Joachim E. Schielke (Vorsitzender), Hans-Ulrich Schulz (stellvertretender Vorsitzender), Klaus W. Rösch (Schatzmeister), Barbara Walder und Georg Eberhardt. Geschäftsführer ist Philip Kurz.

## Arbeitsschwerpunkte
Ein thematischer Schwerpunkt ist die Erhaltung und Pflege von materiellem und immateriellem Kulturgut und die Sicherung und Verankerung kultureller Leistungen im Gedächtnis der Gesellschaft. Besonderer Fokus liegt dabei auf Kulturgütern der zweiten Hälfte des 20. Jahrhunderts, da deren Erhaltungswürdigkeit oftmals noch in Frage steht und die deshalb besonders gefährdet sind. So setzt der Verein in seinem Denkmalprogramm herausragende Baudenkmale instand und erforscht bauzeitliche Materialien und Konstruktionen, Konservierungs- und Restaurierungsmöglichkeiten sowie architekturgeschichtliche Strömungen. Museen und Sammlungen werden bei der Erfassung, Erschließung, Erforschung, Konservierung und Restaurierung ihrer Bestände unterstützt, oft um diese aus ihren Depots und Archiven hervorholen und für die Allgemeinheit zugänglich machen zu können.
Ein weiterer Schwerpunkt ist die wissenschaftliche Arbeit in zentralen Zukunftsfragen der Gesellschaft. So greift die der Verein in zahlreichen Projekten den demografischen Wandel mit seinen Chancen und Gefahren für die Perspektiven der Gesellschaft auf. Im Mittelpunkt stehen dabei die individuellen Möglichkeiten der verschiedenen Generationen auf Lebensqualität, Wohlstand und materielle Sicherheit, die Zukunft der gebauten Umwelt sowie die Wohn- und Arbeitsverhältnisse in Städten und dem ländlichen Raum.

## Geschichte
1921 wurde der Verein „Gemeinschaft der Freunde“ gegründet, der ursprünglich „auf rein gemeinnütziger, bodenreformerischer Grundlage die Schaffung von Wohngelegenheiten und Altersheimen für die Allgemeinheit“ anstrebte, sich an die Ziele der Gartenstadtbewegung anlehnte und Wohnungsnot, Wucherzinsen und Bodenspekulation zu Leibe rücken wollte. Nach dem Ende der Hyperinflation entstand daraus im Jahr 1924 die erste deutsche Bausparkasse, deren Träger der Verein über 50 Jahre lang blieb. Heute ist der Verein Eigentümerin der Wüstenrot Holding, die wiederum an der börsennotierten Wüstenrot & Württembergische AG (W&W) mit Sitz in Kornwestheim beteiligt ist. Der Verein ist politisch und konfessionell unabhängig und dem demokratischen Gemeinwesen verpflichtet.

## Beispiele der Vereinsarbeit

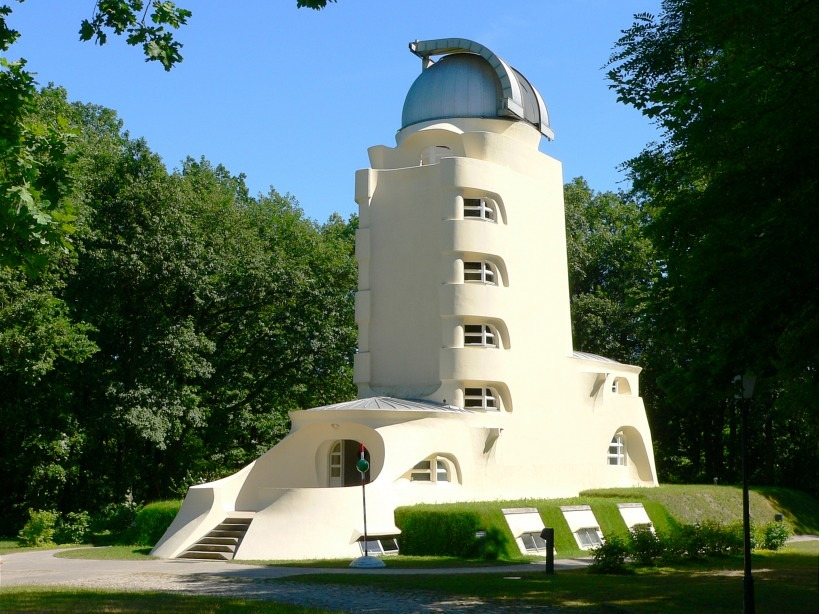
Einsteinturm in Potsdam (2005)

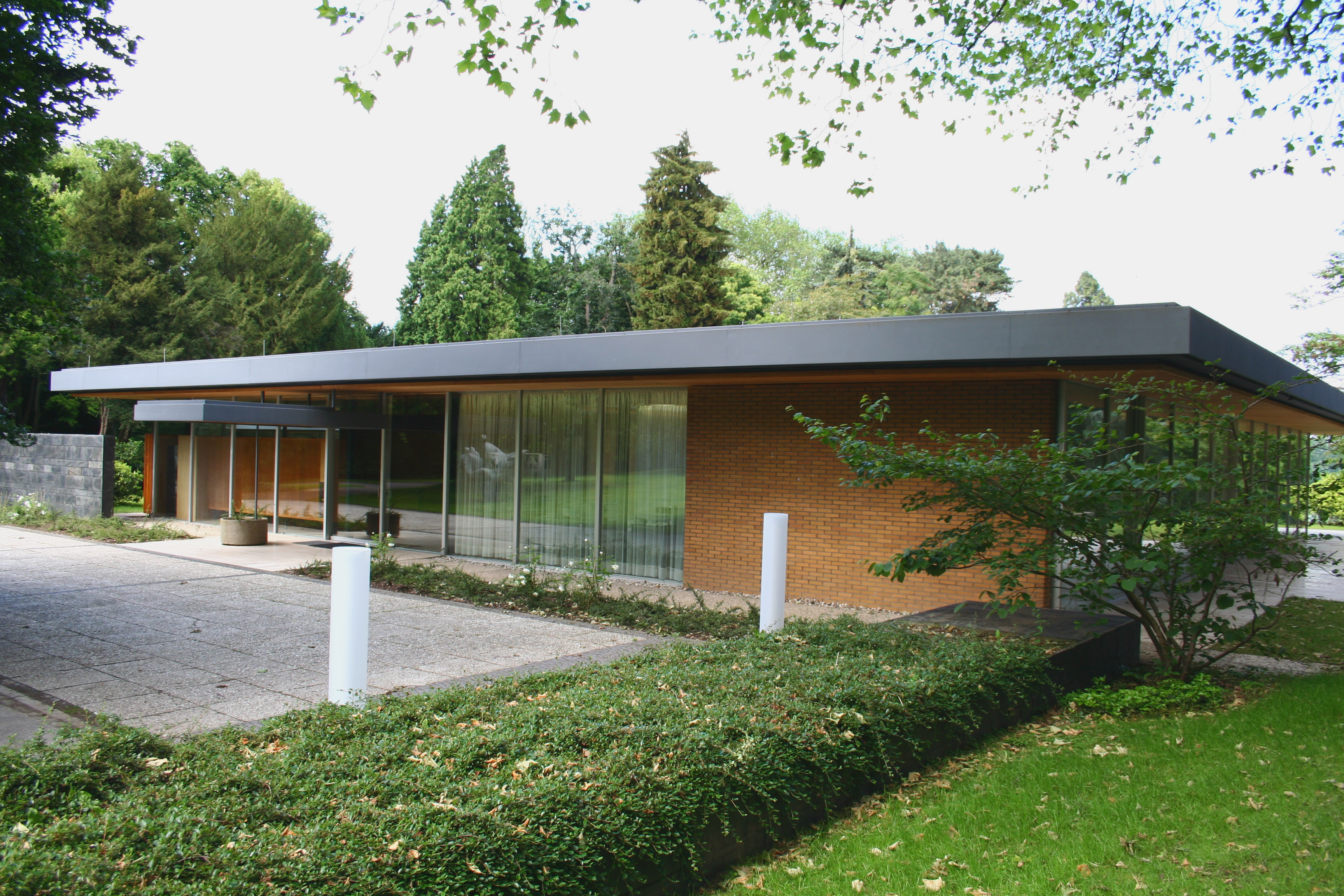
Kanzlerbungalow in Bonn (2009)

### Denkmalprogramm
Im Rahmen seines Denkmalprogramms setzt der Verein wertvolle Denkmale instand. Das Programm wird ergänzt durch die systematische Suche nach neuen denkmalpflegerisch relevanten Erkenntnissen sowie deren Dokumentation und Veröffentlichung.
Der Verein schafft Wertschätzung für Denkmale, die noch nicht im Fokus der öffentlichen Aufmerksamkeit stehen. Dies sind z. B. Denkmale aus der Zeit nach 1945, die keine breite Lobby haben und am stärksten gefährdet sind.
Um höchste Qualität beim denkmalpflegerischen Umgang mit historischen Bauwerken sicherstellen zu können, tritt der Verein auch als Projektträger und Bauherr auf, allein oder zusammen mit dem Denkmaleigentümer. Er ist nach Abschluss der Maßnahmen für die nachhaltige und denkmalgerechte Nutzung und Zugänglichkeit des Denkmals verantwortlich.
Der Verein ist einem Denkmalbegriff verpflichtet, der sich an der geschichtlich geprägten Substanz orientiert und die Bau- und Nutzungsgeschichte sowie die Qualitäten der ursprünglichen Substanz würdigt. Die Schaffung von Abbildern oder die Rekonstruktion utopischer Originalzustände ist nicht ihr Ziel.
Bereits fertiggestellte Denkmalprojekte des 20. Jahrhunderts sind die Geschwister-Scholl-Schule von Hans Scharoun in Lünen, die Aula und das Foyer der Weißensee Kunsthochschule von Selman Selmanagić in Berlin, der Kanzlerbungalow von Sep Ruf in Bonn, das Doppelhaus von Le Corbusier in der Weißenhofsiedlung in Stuttgart, die Pensionshäuser von Heinrich Tessenow in Dresden-Hellerau, das Meisterhaus Muche/Schlemmer von Walter Gropius in Dessau, das Haus Schminke von Hans Scharoun in Löbau, der Einsteinturm von Erich Mendelsohn in Potsdam sowie das Stadtbad von Wilhelm Jost in Halle.
Bereits fertiggestellte Denkmalprojekte früherer Jahrhunderte sind das Stipendiatenhaus (Anna-Vorwerk-Haus) der Herzog August Bibliothek in Wolfenbüttel, das Bugenhagenhaus in der Lutherstadt Wittenberg, das Biblische Haus in Görlitz, der Wordspeicher in Quedlinburg, das Marientor in Naumburg, das Frommannsche Anwesen in Jena, das Jan-Bouman-Haus im Holländischen Viertel von Potsdam, das Schabbellhaus in Wismar und die Fürstengruft in Weimar.
Der Verein wird bei seinem Denkmalprogramm von einem wissenschaftlichen Beirat unterstützt. Ihm gehören Berthold Burkhardt und Adrian von Buttlar an. Zuvor gehörten dem Beirat August Gebeßler und Norbert Huse an.

### Wissenschaft und Forschung
Die Projekte und Fachveranstaltungen im Ressort Wissenschaft und Forschung greifen mit ihren Inhalten und Zielsetzungen aktuelle Aufgaben und Themen auf, wie der demografische Wandel. Die wissenschaftlichen Projekte sind in der Regel interdisziplinär aufgebaut und mit Fachleuten aus verschiedenen Sektoren besetzt. Die Projekte weisen einen hohen Anwendungsbezug und eine empirische Rückkoppelung in die Praxis auf.

### Bildung
Das Bildungs- und Erziehungsprogramm dient der Unterstützung der Zukunftsfähigkeit von Schülern, Studierenden und Berufstätigen vorrangig in den Themenbereichen Kunst und Kultur sowie Baukultur. In Ergänzung zu den Dokumentarfotografie-Förderpreisen werden in lockerer Folge öffentliche Symposien zu wechselnden Fragen der Dokumentarfotografie abgehalten. Mit der Finanzierung von mehreren Einsatzstellen des Freiwilligen Sozialen Jahres im Bereich Kultur in Baden-Württemberg ermutigt der Verein junge Menschen sich kulturell zu engagieren und unterstützt gleichzeitig Kulturinstitutionen des Landes. Der Bildung von Schülern aller Altersklassen und Schulformen im Feld der Baukultur widmet sich der Verein mit ihrem Lehrangebot „Baukultur – gebaute Umwelt. Curriculare Bausteine für den Unterricht“, das von der UNESCO als empfehlenswertes Unterrichtsmaterial zertifiziert wurde. Angehende Kulturjournalisten bringt der Verein mit einem jährlich angebotenen Blockseminar das Themenfeld nahe. An verschiedenen deutschen Hochschulen bietet der Verein die Vorlesungsreihe „Forum Architektur“ an und mit der „ZukunftsWerkstattWohnbauen“ einen Workshop für postgraduierte Architekten, in dem innovative Wohnkonzepte entwickelt und diskutiert werden. Das Projekt „Jugend pro Beruf“ schließlich unterstützt über eine Azubi-Akademie Hauptschüler bei der Berufsorientierung.
Projekte (Auswahl)
- ZukunftsWerkstattWohnbauen. Junge Hochschulabsolventen erarbeiten mit namhaften Hochschullehrern und Architekten Konzepte neuer Wohnformen.
- Baukultur – gebaute Umwelt, Curriculare Bausteine für den Unterricht. Das Projekt dient der Ausbildung der Fähigkeiten zur kritischen Rezeption und zur Mitbestimmung im Bereich der gebauten Umwelt bei Schülern. Das Lehrangebot wird von der UNESCO empfohlen.
- Aktuelle Tendenzen im Wohnbauen. Die Vortragsreihe beinhaltet den Umgang mit neuen Herausforderungen und Strömungen im Wohnbau.
- Europäischer Hochschuldialog Fotografie. Im Rahmen eines Symposiums wird die europäische Ausbildungssituation mit ihren unterschiedlichen Modellen und Voraussetzungen vorgestellt und diskutiert
- Raumpilot. Das bislang vier Bände umfassende Lehrkompendium dient der zeitgemäßen Neuausrichtung der Gebäudelehre in der Ausbildung von Architekten.
- Azubi Akademie. Dieses Projekt dient der Unterstützung von Hauptschülern bei ihrer Berufsorientierung und der Suche nach einem Ausbildungsplatz.
- Baukultur in den Medien. In Veranstaltungen wird Nachwuchsjournalisten solides Wissen zur Beurteilung von Architektur, ihrer Entstehungsprozesse und Strukturen vermittelt.

### Stiftungsprofessuren
Der Verein initiiert und konzipiert Stiftungsprofessuren zu Forschungs- und Lehrinhalten in Zusammenarbeit mit verschiedenen Universitäten in Deutschland. Ein Ziel ist dabei, dass die jeweilige Universität die Professur nach Ablauf der fünf- bis zehnjährigen Förderzeit mit eigenen Mitteln weiterführt. Stiftungsprofessuren wurden bislang eingerichtet für:
- Grundstücks- und Wohnungswirtschaft an der Universität Leipzig
- Wohnbau, Wohnkonzepte und Gebäudelehre an der Universität Stuttgart
- Verwaltungsmanagement und New Public Management an der Universität Leipzig
- Bauwerkserhaltung und Denkmalpflege an der Universität Stuttgart
- Architekturkommunikation an der Universität Karlsruhe (KIT)

### Kunst und Kultur
Mit diesem Programm trägt der Verein zum Erhalt und der Förderung von Kunst und Kultur bei. In Ergänzung zu seinem Denkmalprogramm und zu der Förderung des künstlerischen Nachwuchses auf dem Gebiet der Dokumentarfotografie entwickelt der Verein Projekte, die bedeutende kulturelle Werte bewahren. Dabei zielen die in den Projekten angewandten Maßnahmen sowohl auf die physische Erhaltung als auch auf die Sicherung und Verankerung kultureller und künstlerischer Leistungen. Darüber hinaus engagiert sich der Verein für die Bewahrung der Sammlung von Stoffmustern, Stoffentwürfen und Musterbüchern einschließlich Bibliothek der Pausa-Werke.
Projekte (Auswahl)
- Literatur Bewahren! Das Projekt stellt sicher, dass wertvolle historische Texte nicht aufgrund ökonomischer Zwänge des Buchmarktes aus dem Gedächtnis der Gesellschaft fallen. Das Projekt erfolgt in Zusammenarbeit mit der Deutschen Akademie für Sprache und Dichtung und hat sich bislang mit den Werken von Adolph Freiherr Knigge, Peter Altenberg, Oskar Loerke, Jesse Thor und Rahel Varnhagen befasst. 2015 erfolgte die Förderung der Neuausgabe der Lebenserinnerungen von Carl Schurz.
- Bauhaus in Mössingen. Das Projekt dient der Bewahrung der einzigartigen Sammlung von Stoffmustern, Stoffentwürfen, Musterbüchern einschließlich der Bibliothek der Pausa AG
- Das Freiwillige Soziale Jahr Kultur fördert das Engagement junger Menschen, die in kulturellen Einrichtungen aktiv werden wollen

### Wettbewerbe, Preise und Stipendien
Mit Preisen und Stipendien fördert der Verein – zum Teil als Partner anderer Organisationen – wegweisende Ideen, Leistungen und Vorhaben. Er zielt damit auf die allgemeine Bekanntmachung beispielgebender Projekte und Persönlichkeiten ab und befördert deren Weiterentwicklung. Hierfür stehen unter anderem der „Gestaltungspreis der Wüstenrot Stiftung“ der Wettbewerb „Land und Leute – Bildung und Kultur in kleinen Gemeinden“ sowie der „Dokumentarfotografie Förderpreis“, den der Verein in Kooperation mit dem Museum Folkwang vergibt:
- Gestaltungspreis der Wüstenrot Stiftung (Neues Wohnen in der Stadt / Energieeffiziente Architektur / Umbau im Bestand / Bauen für Kinder / Schulbau in Deutschland / Wohnbauen in Deutschland / Selbstständigkeit durch Betreutes Wohnen im Alter)
- Land und Leute – Bildung und Kultur in kleinen Gemeinden. Der Wettbewerb sucht hervorragende Konzepte, wie kleine Gemeinden auf den demographischen Wandel reagieren und Einfluss auf die eigene Zukunft nehmen können.
- Förderpreis Dokumentarfotografie, in Kooperation mit dem Museum Folkwang in Essen
- Archäologie-Preis Baden-Württemberg, in Kooperation mit dem Landesamt für Denkmalpflege im Regierungspräsidium Stuttgart, der Gesellschaft für Archäologie in Württemberg und Hohenzollern und dem Förderkreis Archäologie in Baden.
- Deutscher Städtebaupreis, in Kooperation mit der Deutschen Akademie für Städtebau und Landesplanung
- Denkmalschutzpreis Baden-Württemberg des Schwäbischen Heimatbundes
- Christian-Wagner-Preis der Christian-Wagner-Gesellschaft
- Caligari Förderpreis der Filmakademie Baden-Württemberg